# جين وايت كوكي
جين وايت كوكي (بالإنجليزية: Jane White Cooke)‏ هي رسامة أمريكية، ولدت في 10 يناير 1913 في مونتكلير ‏ في الولايات المتحدة، وتوفيت في 8 مايو 2011 في شلبورن في الولايات المتحدة.

## وصلات خارجية
- الموقع الرسمي